# O'Leary Ridges
O'Leary Ridges är en bergstopp i Antarktis. Den ligger i Östantarktis. Australien gör anspråk på området. Toppen på O'Leary Ridges är 766 meter över havet.
Terrängen runt O'Leary Ridges är kuperad åt nordväst, men åt sydost är den platt. Trakten är obefolkad. Det finns inga samhällen i närheten. 